# 784 Pickeringia
784 Pickeringia è un asteroide della fascia principale del diametro medio di circa 89,42 km. Scoperto nel 1914, presenta un'orbita caratterizzata da un semiasse maggiore pari a 3,0969381 UA e da un'eccentricità di 0,2413617, inclinata di 12,28527° rispetto all'eclittica.
Il suo nome è in onore di Edward Charles Pickering e di suo fratello William Henry Pickering, astronomi statunitensi.